# Ruta suaveolens
Ruta suaveolens là một loài thực vật có hoa trong họ Cửu lý hương. Loài này được DC. miêu tả khoa học đầu tiên năm 1824.